# クリス・ブーシェ (バスケットボール)
クリストファー・ブーシェ (Christopher Boucher , 1993年1月11日 - ) は、カナダのプロバスケットボール選手。セントルシア・カストリーズ出身。NBAのトロント・ラプターズに所属している。ポジションはパワーフォワード。

## 来歴

### 生い立ち
セントルシアに生まれる。父親はカナダ人、母親はセントルシア人である。5歳のときにカナダのモントリオールに移住したが、その後両親が離婚した。サッカーとアイスホッケーをして育ったが、家が貧しかったため、16歳のときに高校を中退してレストランの皿洗いとして働き始めた。その後バスケットボールを始め、地元の大会で好成績を残したことで注目を浴びるようになる。

### カレッジ
ニューメキシコ・ジュニアカレッジで1年間、ノースウエスト・カレッジで1年間、オレゴン大学で2年間プレーしたが、4年次に右足の前十字靭帯を断裂する大怪我を負ってしまう。それでもブーシェは2017年のNBAドラフトにエントリーした。

### ゴールデンステート・ウォリアーズ
怪我の影響でドラフト前のワークアウトが行えず、ドラフトではどこからも指名されなかったが、ドラフト後にゴールデンステート・ウォリアーズとツーウェイ契約を結んだ。怪我から復帰後はGリーグのサンタクルーズ・ウォリアーズでプレーし、2018年3月14日にNBAに昇格して同日の試合でNBAデビューを果たしたが、シーズンではこの1試合のみの出場となった。契約のルール上プレーオフではロースターから外れたが、チームは連覇を達成した。オフの6月22日にウォリアーズから解雇された。

### トロント・ラプターズ
2018年7月20日にトロント・ラプターズと契約し、9月26日にツーウェイ契約となった。シーズン開幕後はGリーグのラプターズ・905で28試合に出場して平均27.2得点、11.4リバウンド、4.1ブロックの活躍を見せ、2019年2月10日にラプターズと正式契約を結んだ。NBAで28試合に出場し、プレーオフでもロースター入り。プレーオフでの出番はほとんどなかったが、チームはブーシェが前年所属したウォリアーズを倒して優勝し、自身2年連続の優勝となった。オフにGリーグのMVPを受賞した。
2019-20シーズンはプレータイムが大幅に増加し、飛躍のシーズンとなった。2019年12月25日のボストン・セルティックス戦でキャリアハイの24得点、2020年3月3日のフェニックス・サンズ戦でキャリアハイの15リバウンドを記録した。オフにFAとなったが、11月23日にラプターズと2年1350万ドルで再契約した。

## 個人成績

### NBA

#### レギュラーシーズン
| シーズン | チーム | GP  | GS | MPG  | FG%  | 3P%  | FT%  | RPG | APG | SPG | BPG | PPG  |
| -------- | ------ | --- | -- | ---- | ---- | ---- | ---- | --- | --- | --- | --- | ---- |
| 2017–18  | GSW    | 1   | 0  | 1.0  | .000 | .000 | ---  | 1.0 | .0  | .0  | .0  | .0   |
| 2018–19  | TOR    | 28  | 0  | 5.8  | .447 | .324 | .867 | 2.0 | .1  | .2  | .9  | 3.3  |
| 2019–20  | TOR    | 62  | 0  | 13.2 | .472 | .322 | .784 | 4.5 | .4  | .4  | 1.0 | 6.6  |
| 2020–21  | TOR    | 60  | 14 | 24.2 | .514 | .383 | .788 | 6.7 | 1.1 | .6  | 1.9 | 13.6 |
| 2021–22  | TOR    | 80  | 9  | 21.1 | .464 | .297 | .777 | 6.2 | .3  | .6  | .9  | 9.4  |
| 2022–23  | TOR    | 76  | 0  | 20.0 | .493 | .328 | .762 | 5.5 | .4  | .6  | .8  | 9.4  |
| 2023–24  | TOR    | 50  | 0  | 14.1 | .507 | .330 | .772 | 4.1 | .5  | .3  | .5  | 6.4  |
| 2024–25  | TOR    | 50  | 0  | 17.2 | .492 | .363 | .782 | 4.5 | .7  | .5  | .5  | 10.0 |
| 通算     | 通算   | 357 | 23 | 17.8 | .488 | .333 | .779 | 5.2 | .5  | .5  | 1.0 | 8.7  |

#### プレーオフ
| シーズン | チーム | GP | GS | MPG  | FG%  | 3P%  | FT%  | RPG | APG | SPG | BPG | PPG  |
| -------- | ------ | -- | -- | ---- | ---- | ---- | ---- | --- | --- | --- | --- | ---- |
| 2019     | TOR    | 2  | 0  | 2.0  | .400 | .333 | .000 | .5  | .0  | .0  | .5  | 2.5  |
| 2020     | TOR    | 7  | 0  | 6.1  | .273 | .400 | .000 | 1.7 | .1  | .0  | .3  | 1.1  |
| 2022     | TOR    | 6  | 0  | 21.7 | .619 | .400 | .900 | 5.8 | .2  | .2  | 1.2 | 11.2 |
| 通算     | 通算   | 15 | 0  | 11.8 | .534 | .391 | .750 | 3.2 | .1  | .1  | .7  | 5.3  |

### カレッジ
| シーズン | チーム   | GP | GS | MPG  | FG%  | 3P%  | FT%  | RPG | APG | SPG | BPG | PPG  |
| -------- | -------- | -- | -- | ---- | ---- | ---- | ---- | --- | --- | --- | --- | ---- |
| 2015–16  | オレゴン | 38 | 35 | 25.8 | .539 | .339 | .685 | 7.4 | .4  | .8  | 2.9 | 12.1 |
| 2016–17  | オレゴン | 31 | 12 | 23.6 | .524 | .350 | .565 | 6.1 | .4  | .4  | 2.5 | 11.8 |
| 通算     | 通算     | 69 | 47 | 24.8 | .532 | .344 | .641 | 6.8 | .4  | .6  | 2.7 | 12.0 |